# Стратегия развития здравоохранения в Российской Федерации на период до 2025 года
Стратегия развития здравоохранения в Российской Федерации на период до 2025 года — документ стратегического планирования, разработанный в целях обеспечения национальной безопасности Российской Федерации в сфере охраны здоровья граждан, включающим в себя оценку состояния национальной безопасности в этой сфере, определяющим цели, основные задачи и приоритетные направления развития здравоохранения в Российской Федерации. Стратегия утверждена президентом Владимиром Путиным 6 июня 2019 года и вступила в действие со дня подписания.

## Правовая основа
Как отмечается в преамбуле документа, правовую основу Стратегии составляют Конституция Российской Федерации, федеральные законы от 21 ноября 2011 г. № 323-ФЗ «Об основах охраны здоровья граждан в Российской Федерации», от 28 июня 2014 г. № 172-ФЗ «О стратегическом планировании в Российской Федерации», указы Президента Российской Федерации от 31 декабря 2015 г. № 683 «О Стратегии национальной безопасности Российской Федерации», от 7 мая 2018 г. № 204 «О национальных целях и стратегических задачах развития Российской Федерации на период до 2024 года» и от 11 марта 2019 г. № 97 «Об Основах государственной политики Российской Федерации в области обеспечения химической и биологической безопасности на период до 2025 года и дальнейшую перспективу».

## Предыстория
Раздел «Здравоохранение» присутствовал в «Стратегии национальной безопасности Российской Федерации до 2020 года» и сохранился в Стратегии национальной безопасности Российской Федерации, пришедшей ей на смену в 2015 году. В документе отмечается, что «развитие здравоохранения и укрепление здоровья населения Российской Федерации является важнейшим направлением обеспечения национальной безопасности, для реализации которого проводится долгосрочная государственная политика в сфере охраны здоровья граждан», а также определяются стратегические цели госполитики, угрозы национальной безопасности  и факторы, негативно влияющие на национальную безопасность в этой сфере.
Проект «Стратегии развития здравоохранения Российской Федерации на период до 2025 года» на заседании секции по проблемам экономической и социальной безопасности научного совета при Совете Безопасности РФ в марте 2018 года и направлен на доработку. В октябре проект был обсужден и в целом одобрен Межведомственной комиссией Совбеза по безопасности в экономической и социальной сфере

## Основные положения
Стратегия включает в себя не только оценку состояния национальной безопасности в сфере охраны здоровья граждан, но и цели, основные задачи и приоритетные направления развития здравоохранения, а также основные этапы, ожидаемые результаты и механизмы реализации.
Основными задачами развития здравоохранения в РФ являются:
- создание условий для повышения доступности и качества медицинской помощи;
- профилактика заболеваний;
- разработка, внедрение и применение новых медицинских технологий и лекарственных средств;
- предотвращение распространения заболеваний, представляющих опасность для окружающих;
- совершенствование системы контроля в сфере охраны здоровья граждан, включая государственный контроль (надзор) в сфере обращения лекарственных средств, государственный контроль за обращением медицинских изделий;
- обеспечение биологической безопасности;
- совершенствование системы федерального государственного санитарно-эпидемиологического надзора.
Стратегию планируется реализовывать в два этапа. Приоритетными задачами первого этапа (2019-2020 годы) становятся: создание правовых, организационных и финансовых механизмов, обеспечивающих устойчивое функционирование системы здравоохранения, формирование целостной системы подготовки и привлечения кадров для системы здравоохранения, а также создание условий для дополнительного финансирования и роста инвестиционной привлекательности системы здравоохранения. Второй этап (2021-2025 годы) нацелен на формирование новых решений, направленных на устойчивое развитие системы здравоохранения, сохранение здоровья населения и повышение качества медпомощи, совершенствование механизмов лекарственного обеспечения граждан, развитие механизмов финансирования медпомощи, в т. ч. в рамках ОМС.
Ожидается, что реализация Стратегии позволит создать условия для:
- обеспечения национальной безопасности в сфере охраны здоровья граждан;
- увеличения ожидаемой продолжительности жизни при рождении;
- увеличения продолжительности активной трудовой жизни, сокращения периодов временной нетрудоспособности и повышения качества жизни граждан за счет уменьшения уровня заболеваемости[9].

В документе приводится ряд цифр, характеризующих нынешнее состояние в сфере здравоохранения, включая динамику за пять лет. Так, с 2012 по 2017 годы ожидаемая продолжительность жизни составила 72,7 лет, увеличившись на 2,5 года. Снизились показатели смертности граждан трудоспособного возраста на 15,8%, младенческой смертности - на 35%, материнской - на 23,5%; количество абортов сократилось на 26,7%. Уровень профессиональных заболеваний снизился на 23,4%, но при этом в документе отмечается дефицит врачей-профпатологов и недостаточная заинтересованность работодателей в сохранении здоровья сотрудников.
Угрозами национальной безопасности названы высокий уровень неинфекционных заболеваний, отток высококвалифицированных медиков из госучреждений, достаточно высокий уровень распространенности наркомании, алкоголизма, ВИЧ, гепатитов, туберкулеза, риск возникновения новых инфекций, а также биологического терроризма. Среди вызовов национальной безопасности — старение населения, неудовлетворенность доступом и качеством медицинской помощи, замещение бесплатных медуслуг платными и рост числа детей-инвалидов..
При этом Стратегия, как документ стратегического планирования, направлена на реализацию скоординированной политики в сфере охраны здоровья. Документ станет основой для разработки отраслевых документов, федеральных и региональных госпрограмм, а также нацпроектов «Здравоохранение» и «Демография».

## Внедрение
Согласно тексту указа, правительство должно «в шестимесячный срок утвердить план мероприятий по реализации Стратегии». Субъектам Федерации рекомендовано руководствоваться положениями Стратегии при осуществлении своей работы в сфере здравоохранения и предусмотреть необходимые изменения в соответствующие региональные документы стратегического планирования.

## Оценки
Аудитор Счетной палаты Михаил Мень отметил: «Очень важна синхронизация стратегических документов. И нацпроект, и федеральные проекты по первичной помощи и обеспечению медицинских организаций кадрами не включают в себя конкретных показателей по обеспеченности населения медицинскими работниками. Для Счетной палаты это важно, так как, если нет критериев, нам сложно оценивать, и потом нас начинают упрекать в предвзятости».
«В современных условиях принципиально важно именно профилактическое направление определить как стратегическое. Эта модель подразумевает интенсивный путь развития здравоохранения, который позволяет работать с факторами риска, не дать заболеть, здоровьесбережение, — считает заместитель председателя Комитета Госдумы по охране здоровья Николай Говорин. — Это самая важная, определяющая задача врача. Необходимы конкретные шаги, необходимо повысить ответственность граждан за свое здоровье. Мы должны приступить к обсуждению концепции субъекта медицинского права, чтобы и пациент, и врач могли быть субъектами медицинской деятельности».
«Документ стал существенно лучше по сравнению с предыдущими версиями, стал компактнее, приоритеты стали видны более четко. Проблемы обознаются верно, вызовы национальной безопасности, в частности старение населения, неудовлетворенность качеством первичной медико-санитарной помощи. И меры, которые предлагаются, правильные, — позитивно оценивает положения Стратегии директор Центра политики в сфере здравоохранения Высшей школы экономики Сергей Шишкин. При этом, по его мнению, этих мер все же  «недостаточно для повышения качества первичной медико-санитарной помощи: особое беспокойство вызывает состояние нашей участковой службы». 